# Штырь
Штырь (тат. Штерә) — село в Арском районе Татарстана. Входит в состав Старочурилинского сельского поселения.

## География
Находится в северо-западной части Татарстана на расстоянии приблизительно 13 км на юг-юго-запад по прямой от районного центра города Арск.

## История
Основано еще во времена Казанского ханства. Упоминалось также как Иштера, Щира Татарская, деревня По речке Ищерке.

## Население
Постоянных жителей было: в 1782 — 50 душ мужского пола, в 1859—386, в 1897—612, в 1908—735, в 1920—784, в 1926—779, в 1938—940, в 1949—895, в 1958—634, в 1970—599, в 1979—464, в 1989—377, 349 в 2002 году (русские 99 %), 345 в 2010.